# Tazón Austral
El Tazón Austral es el partido de la final del campeonato de Football Americano Argentina, la liga de fútbol americano de Argentina. Su actual campeón (2024) es el equipo de Corsarios quien se impuso en la edición XIX ante su par, Legionarios, por 20 a 18.

## Palmarés
| Año  | Campeón         | Subcampeón   |
| 2005 | Tiburones (1)   | Osos Polares |
| 2006 | Jabalíes (1)    | Osos Polares |
| 2007 | Tiburones (2)   | Legionarios  |
| 2008 | Cruzados (1)    | Jabalíes     |
| 2009 | Cruzados (2)    | Jabalíes     |
| 2010 | Corsarios (1)   | Jabalíes     |
| 2011 | Legionarios (1) | Jabalíes     |
| 2012 | Corsarios (2)   | Cruzados     |
| 2013 | Cruzados (3)    | Tiburones    |
| 2014 | Cruzados (4)    | Tiburones    |
| 2015 | Corsarios (3)   | Tiburones    |
| 2016 | Corsarios (4)   | Tiburones    |
| 2017 | Corsarios (5)   | Osos Polares |
| 2018 | Jabalíes (2)    | Corsarios    |
| 2019 | Jabalíes (3)    | Corsarios    |
| 2021 | Jabalíes (4)    | Cruzados     |
| 2022 | Jabalíes (5)    | Corsarios    |
| 2023 | Jabalíes (6)    | Tiburones    |
| 2024 | Corsarios (6)   | Legionarios  |
| ---- | --------------- | ------------ |